# Illes Slate
Les illes Slate són un grup d'illes de les Hèbrides Interiors d'Escòcia. Es troben just enfront de la costa del "continent", al nord de Jura i al sud-est d'Oban. Els illots Garvellachs estan situats al sud-est d'aquest grup.
La composició geològica d'aquestes illes és de pissarra, existint-ne indústria d'extracció fins a mitjans del segle xx. El funcionament de la pedrera va començar el 1630 i a principis del segle XX produïa encara vuit milions de tones de pissarra l'any.

## Geografia
Les illes més grans són:
- Seil
- Easdale
- Shuna
- Luing
- Torsa
- Belnahua

Scarba, tot i ser una illa molt propera, no s'inclou dins del grup de les Slate